# 格倫茨格拉本河 (武爾姆巴赫河)
49°04′35″N 10°42′39″E / 49.07649°N 10.71089°E
格倫茨格拉本河是德國的河流，位於該國東南部，由巴伐利亞負責管轄，屬於武爾姆巴赫河的左支流，河道全長2.7公里，流經魏森堡-貢岑豪森縣。